# Richard James Oglesby

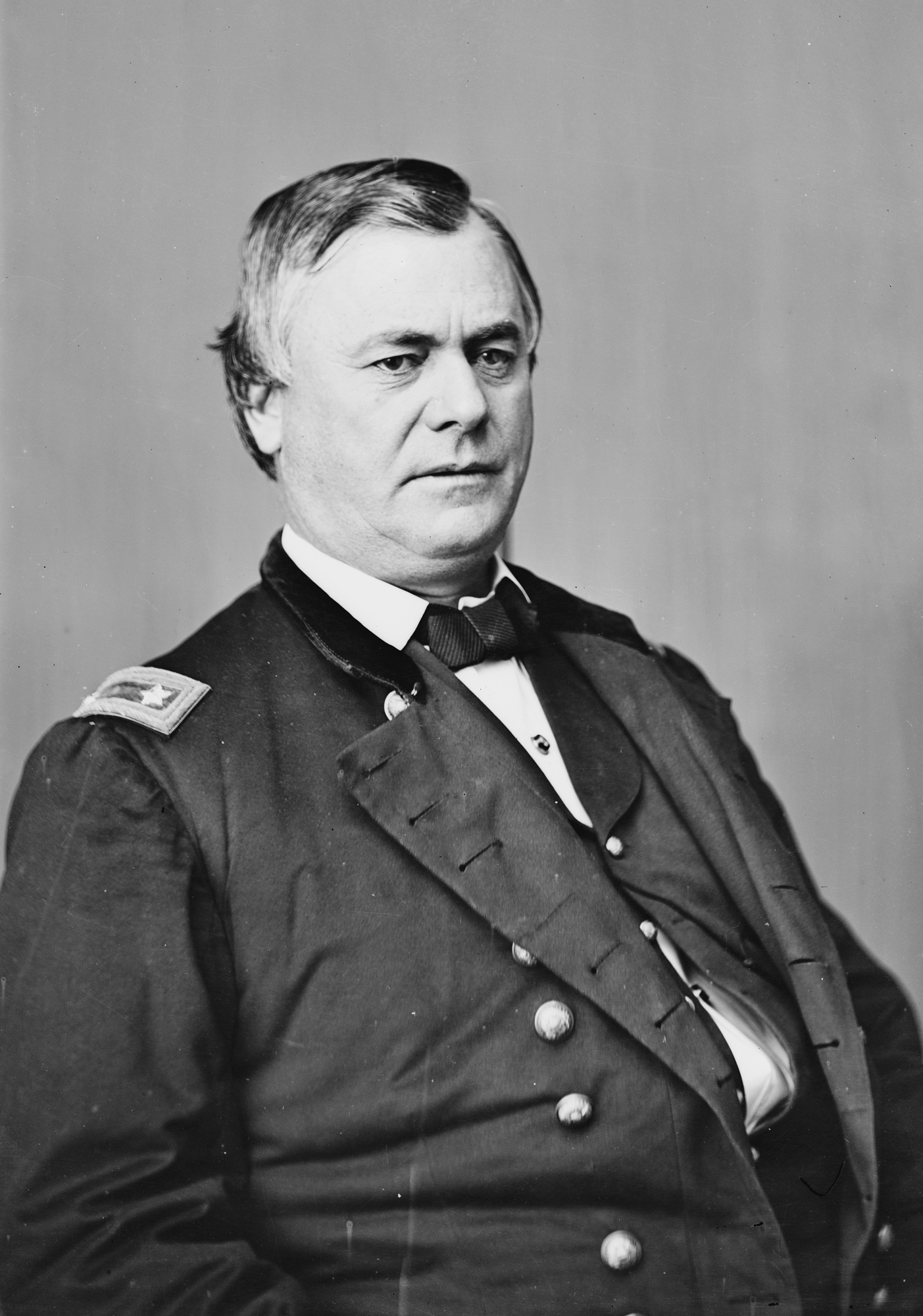
Richard Oglesby

Richard James Oglesby (* 25. Juli 1824 im Oldham County, Kentucky; † 24. April 1899 in Elkhart, Illinois) war ein US-amerikanischer Politiker und von 1865 bis 1869, im Jahr 1873 sowie nochmals von 1885 bis 1889, also dreimal, Gouverneur von Illinois. Außerdem war er US-Senator für diesen Bundesstaat.

## Frühe Jahre
Nachdem er schon früh seine Eltern verloren hatte, zog Richard Oglesby zu seinem Onkel nach Decatur in Illinois. Dort besuchte er die örtlichen Schulen. Zwischenzeitlich verdiente er sein Geld als Seilmacher, Schreiner oder als landwirtschaftliche Aushilfskraft. Er nahm am Mexikanisch-Amerikanischen Krieg teil, versuchte 1850 sein Glück auf den Goldfeldern in Kalifornien und bereiste danach zwei Jahre lang Europa. Anschließend studierte er an der Louisville Law School Jura. Im Jahr 1854 wurde er als Rechtsanwalt zugelassen. Daraufhin ließ er sich in Sullivan als Anwalt nieder.

## Politischer Aufstieg und Bürgerkrieg
Politisch war er Mitglied der 1854 gegründeten Republikanischen Partei. Im Jahr 1858 kandidierte er erfolglos für einen Sitz im US-Senat, dafür wurde er 1860 in den Senat von Illinois gewählt. Bei Ausbruch des Bürgerkrieges trat er als Colonel der US-Armee bei. Zeitweise war er unter dem Kommando von Ulysses S. Grant. In der Armee machte er schnell Karriere: Bis 1864 brachte er es bis zum Generalmajor. Er nahm an einigen Schlachten teil und wurde mehrfach verwundet. Im Jahr 1864 bat er um seinen Abschied aus der Armee, um in Illinois als Gouverneur kandidieren zu können.

## Politik

### Gouverneur von Illinois
Nach der erfolgreichen Wahl zum Gouverneur von Illinois trat Oglesby am 16. Januar 1865 seine vierjährige Amtszeit an. In diese Zeit fiel das Ende des Bürgerkrieges. Damit musste in Illinois die Produktion wieder auf den zivilen Bedarf umgestellt werden. Der Staat hatte im Krieg viele Soldaten verloren und es gab auch viele Verwundete und Verkrüppelte, deren Versorgung nicht gesichert war. In jener Zeit wurden der 13. und der 14. Verfassungszusatz in Illinois ratifiziert. Dabei ging es um das Ende der Sklaverei und das Wahlrecht für Schwarze. In Illinois wurde ein Gleichstellungsbüro eingerichtet (Board of Equalization). Es wurde eine neue Strafanstalt gebaut und ein Waisenhaus errichtet. Ein großes Ereignis in jener Zeit war die Beisetzung des ermordeten Präsidenten Abraham Lincoln in Springfield. Entsprechend der Verfassung durfte Oglesby nach Ablauf seiner Amtszeit nicht direkt wieder kandidieren. Daher schied er am 11. Januar 1869 aus seinem Amt aus.

### Weitere politische Laufbahn
In den folgenden vier Jahren war er als Rechtsanwalt tätig. Im Jahr 1872 bewarb er sich aber wieder um das Amt des Gouverneurs und er wurde am 5. November auch gewählt. Seine zweite Amtszeit währte aber nur zehn Tage im Januar 1873, weil er in den US-Senat gewählt worden war. Zwischen 1873 und 1879 gehörte er nun dem Kongress in Washington, D.C. an. Im Jahr 1878 verzichtete er auf eine Wiederwahl. Daher schied er im März 1879 aus dem Senat aus.

### Erneut Gouverneur von Illinois
1884 bewarb sich Oglesby noch einmal um das Amt des Gouverneurs von Illinois. Er schaffte es, die Wahlen vom 4. November dieses Jahres zu gewinnen. Damit war er der erste Gouverneur von Illinois, der dreimal in dieses Amt gewählt wurde. Seine dritte Amtszeit begann am 30. Januar 1885 und endete am 14. Januar 1889. In dieser Zeit wurde eine Jugendstrafanstalt gegründet und eine Steuerkommission ins Leben gerufen. In Chicago wurde der erste Wolkenkratzer fertiggestellt. Im Mai 1886 kam es am Haymarket Square in Chicago bei einer Arbeiterdemonstration zu gewalttätigen Ausschreitungen zwischen Demonstranten und der Polizei, die als Haymarket Riots bekannt wurden. Unter den Demonstranten waren einige Anarchisten, die für den Tod von sieben Polizisten verantwortlich waren. Am Ende wurden einige der Anführer verhaftet und zum Teil zum Tod verurteilt. Drei der damals Verhafteten wurden 1893 von Gouverneur John Peter Altgeld begnadigt.

## Weiterer Lebensweg
Nach dem Ablauf seiner dritten und letzten Amtszeit bewarb sich Oglesby erfolglos um eine Rückkehr in den US-Senat. Danach zog er sich aus der Politik zurück und widmete sich seinen Privatangelegenheiten. Richard Oglesby starb 1899. Er war zweimal verheiratet und hatte insgesamt sieben Kinder, darunter den Sohn John (1878–1938), der zwei Mal Vizegouverneur von Illinois war. Die Stadt Oglesby im LaSalle County wurde nach ihm benannt.